# Fabio Albarelli
Fabio Albarelli (* 26. Juni 1943 in Verona; † 4. Oktober 1995 in Venedig) war ein italienischer Segler.

## Erfolge
Fabio Albarelli nahm an zwei Olympischen Spielen teil. Bei den Olympischen Spielen 1968 in Mexiko-Stadt schloss er die Regatta in der Bootsklasse Finn-Dinghy auf dem dritten Platz hinter Walentin Mankin und Hubert Raudaschl ab und gewann damit die Bronzemedaille. Acht Jahre darauf startete er in Montreal im Soling und belegte am Ende den 15. Platz.